# دیوید پاینس
دیوید پاینس (انگلیسی: David Pines؛ زاده ۸ ژوئن ۱۹۲۴ - درگذشته ۳ مه ۲۰۱۸) یک فیزیک‌دان اهل ایالات متحده آمریکا بود.